# Porta Macedonia
Porta Macedonia (in macedone Порта Македонија?, Porta Makedonija) è un arco di trionfo situato in Piazza Pella a Skopje, capitale della Macedonia del Nord. La costruzione è iniziata nel 2011 ed è stata completata nel gennaio 2012.
L'arco è alto 21 metri ed è costato 4,4 milioni di euro. La sua autrice è Valentina Stefanovska, scultrice che ha realizzato diversi altri grandiosi monumenti del progetto Skopje 2014, tra cui la statua dedicata ad Alessandro Magno ufficialmente denominata "Guerriero a cavallo". Durante la cerimonia di apertura, il primo ministro Nikola Gruevski ha ammesso di essere stato il principale promotore di Skopje 2014.
L'arco è dedicato ai 20 anni di indipendenza della Macedonia e la sua superficie esterna è ricoperta da 193 m² di rilievi scolpiti nel marmo, raffiguranti scene della storia della Macedonia. Contiene anche stanze interne, una delle quali ha la funzione di negozio di souvenir di proprietà statale, nonché ascensori e scale che forniscono l'accesso del pubblico al tetto, presumibilmente destinato a spazio per matrimoni.
L'arco è oggetto di critiche per il suo costo elevato. È stato progettato per abbinarlo con la statua quasi altrettanto alta di "Alessandro Magno", eretta nella piazza centrale della capitale nell'estate 2011. Entrambe le costruzioni fanno parte del progetto finanziato dal governo denominato "Skopje 2014" con un prezzo non ufficiale stimato in 500 milioni di euro. Nonostante tutto ciò, molti macedoni credono che Porta Macedonia incoraggerà il turismo. Il ministero degli esteri greco ha presentato una denuncia ufficiale alle autorità della Repubblica di Macedonia in seguito all'inaugurazione dell'arco che presenta immagini di personaggi storici tra cui Alessandro Magno.